# Montgaudry
Montgaudry ist eine französische Gemeinde mit 99 Einwohnern (Stand: 1. Januar 2022) im Département Orne in der Region Normandie. Sie gehört zum Arrondissement Mortagne-au-Perche und zum Kanton Mortagne-au-Perche.

## Lage
Die Gemeinde Montgaudry liegt an der Quelle der Orne Saosnoise im Regionalen Naturpark Perche, 17 Kilometer südwestlich von Mortagne-au-Perche. Nachbargemeinden von Montgaudry sind Pervenchères im Nordosten, Belforêt-en-Perche im Süden sowie Contilly im Nordwesten.

## Bevölkerungsentwicklung
| Jahr                       | 1962 | 1968 | 1975 | 1982 | 1990 | 1999 | 2006 | 2012 | 2021 |
| -------------------------- | ---- | ---- | ---- | ---- | ---- | ---- | ---- | ---- | ---- |
| Einwohner                  | 195  | 176  | 133  | 120  | 114  | 117  | 116  | 91   | 89   |
| Quellen: Cassini und INSEE |      |      |      |      |      |      |      |      |      |

## Sehenswürdigkeiten

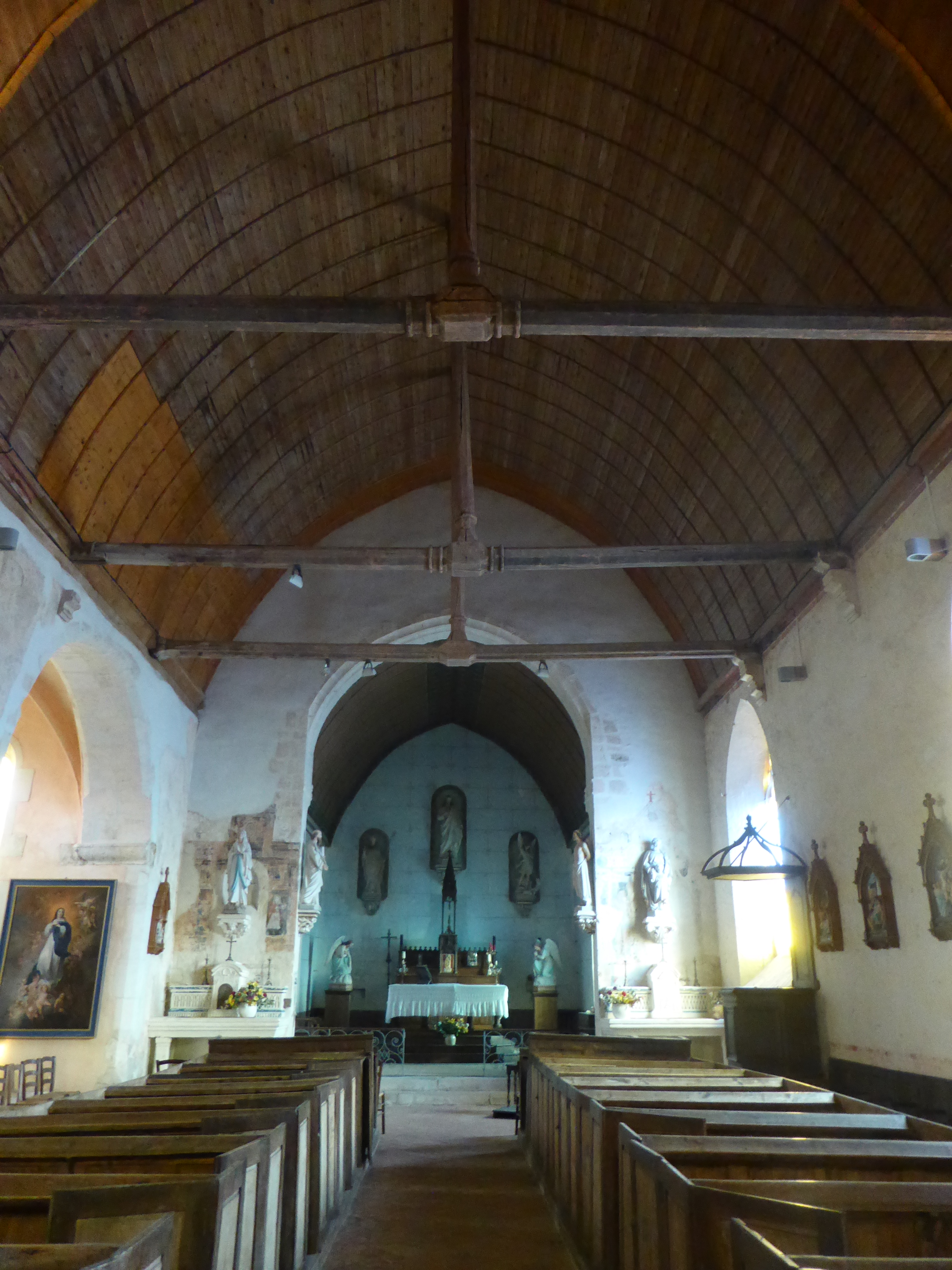
Innenansicht der Kirche Saint-Rémi

- Kirche Saint-Rémi
- Schloss La Fontenelle
- Herrenhaus Le Soisay